# شکاف دیجیتالی

دسترسی به اینترنت در جهان

شکاف دیجیتال (به انگلیسی: Digital divide) اصطلاحی است در اشاره به فاصله بین مردمانی که به فناوری دیجیتال و فناوری اطلاعات دسترسی مؤثری دارند با مردمانی که دسترسی بسیار محدودی به این فناوری‌ها داشته یا اصلاً ندارند. این عبارت، شامل عدم تعادل در دسترسی فیزیکی به فناوری (تکنولوژی) نیز می‌شود؛ مانند عدم تعادل در داشتن منابع و مهارت برای دسترسی مؤثر و مفید به فناوری و محسوب شدن به عنوان شهروند دیجیتال. به عبارت دیگر، شکاف دیجیتال یعنی دسترسی نابرابر برخی از اعضای جامعه به فناوری اطلاعات و ارتباطات. شکاف دیجیتال با مفهوم شکاف دانش ارتباطی نزدیک دارد. شکاف دیجیتال می‌تواند بر پایه جنسیت، درآمد و نژاد باشد. نه تنها در یک جامعه، بلکه در جهان هم میان کشورهای مختلف، از نظر دسترسی به فناوری، نابرابری وجو دارد که به آن شکاف دیجیتال جهانی می‌گویند. عبارت فقر اطلاعاتی نیز، در ارتباط با شکاف دیجیتالی مطرح می‌شود.
به بیانی دیگر شکاف دیجیتالی به فاصله رو به رشد میان افراد روستایی، ضعیف، مسن و محروم با دسترسی اندک به کامپیوتر و اینترنت و طبقه ثروتمند و متوسط جوان ساکن شهرها و حومه‌های آن اشاره می‌کند. این شکاف می‌تواند مانعی برای دسترسی به منابع سیاسی، اقتصادی و اجتماعی باشد.
شکاف دیجیتالی، چالشی است که امروزه دنیای مجازی با آن رو به رو شده‌است و یکی از محورهای اصلی دومین دوره اجلاس جهانی جامعه اطلاعاتی تونس، به این امر اختصاص یافته‌است.
شکاف دیجیتالی اصطلاحی است که برای بیان نابرابری‌های توزیع جهانی در زمینه دسترسی به تکنولوژی اطلاعات و ارتباطات استفاده می‌شود.
طبق نظریه شکاف دیجیتالی ون دایک، نابرابری در دسترسی به اطلاعات و فناوری نیست، بلکه نابرابری در مهارت استفاده از فناوری و سواد دیجیتالی است. بدین ترتیب، دانش و اطلاعات به خودی خود ارزشمند نیستند و منجر به توسعه یک فرد یا جامعه نمی‌شوند؛ بلکه مهارت استفاده از فناوری و به‌کارگیری دانش در دسترس اولویت و اهمیت دارد.
در دهه ۱۹۹۰ و قبل از ورود رسانه‌های دیجیتالی، متفکران به وجود «شکاف آنالوگی» اشاره می‌کردند و از این اصطلاح وجود تمایز و تفاوت بر حسب تولید محتوا و دسترسی به فناوری‌های رسانه‌های سنتی نظیر رادیو، تلویزیون و تلفن را مراد می‌کردند.
افزون بر نابرابری در دسترسی و مصرف، نابرابری‌های ساختاری در تولید هم وجود داشت که هنوز هم به قوت خود باقی است. همین امر موجب شد که رسانه‌های غربی با تسلط بر برنامه‌های خبری، تلویزیونی و فیلم‌ها در سطح جهان به تاخت و تاز در زمینه حفظ انحصارطلبانه تکنولوژی ادامه دهند.

## تعاریف شکاف دیجیتالی
در مورد معنای اصطلاح «شکاف دیجیتالی» و شاخص‌های آن هنوز اختلاف نظر وجود دارد. شکاف دیجیتالی اصطلاحی است که برای بیان نابرابری‌های توزیع جهانی در زمینهٔ دسترسی به تکنولوژی اطلاعات و ارتباطات استفاده می‌شود. به عبارت دیگر می‌توان گفت تا اندازه‌ای شکاف دیجیتالی نشانه‌ای از تهدید قدرت‌های نیرومندی است که جهان را در قرن بیست و یکم به بخش‌هایی نابرابر از نظر دسترسی به اطلاعات تقسیم می‌کنند.
به تعبیری دیگر شکاف دیجیتالی نابرابری‌های موجود میان کشورهای مختلف جهان است که از چگونگی بهره‌گیری آنان از تکنولوژی اطلاعات و ارتباطات در جهت توسعه اقتصادی و اجتماعی ناشی می‌شود.
به عبارت دیگر می‌توان گفت تا اندازه‌ای شکاف دیجیتالی نشانه‌ای از تهدید قدرت‌های نیرومندی است که جهان را در قرن بیست و یکم به پاره‌هایی نابرابر از نظر دسترسی به اطلاعات تقسیم می‌کنند. برخی استدلال می‌کنند نیروهای مذکور موجب شده‌اند اغلب ملل جهان در دام عقب ماندگی دائمی گرفتار شوند.
اصطلاح شکاف دیجیتالی (Digital Divide) به شکاف میان افراد، خانوارها، کسب و کارها و نواحی جغرافیایی در سطوح مختلف اقتصادی – اجتماعی در دو محور «فرصت دسترسی به تکنولوژی‌های ارتباطات و اطلاعات» و «استفاده از اینترنت برای کاربردهای مختلف و متنوع» اشاره می‌کند.
شکاف دیجیتالی در معنای عام کلمه بازتاب فقر، کمبود سواد کافی و بهداشت و سایر ضرورت‌های اجتماعی است. در این تعریف اعتقاد بر این است که رایانه و سایر فناوری‌ها، لازم هستند اما هیچ‌چیز نمی‌تواند جامعه را وادار به پرکردن شکاف دیجیتالی کند مگر این‌که سواد کافی، فقر و بهداشت مورد توجه قرار گیرند. شکاف دیجیتالی در معنای خاص کلمه عبارت است از نبود ارتباط فیزیکی و دسترسی به شبکه و سخت‌افزار کامپیوتری و آموزش که درصورت تأمین آن، این شکاف میان دولت‌ها یا دولت و سازمان‌های غیردولتی در داخل و میان کشورها در سطح بین‌المللی برداشته خواهد شد.
سیاست‌مداران و دست‌اندرکاران تجارت و بازرگانی جملگی عنوان کرده‌اند که شکاف دیجیتالی بین جهان فقیر در حال توسعه و غرب غنی پیشرفته، از عمده‌ترین چالش‌های اقتصادی قرن به‌شمار می‌رود. در همین راستا مجمع عمومی سازمان ملل در ژوئن ۲۰۰۲ اعلام کرد که شکاف دیجیتالی احتمالاً بسیاری از کشورهای در حال توسعه را از نظر اقتصادی در حاشیه قرار خواهد داد. حتی اگر ملت‌های فقیر آن‌قدر شانس بیاورند که باسواد شوند و به یک زبان عمده تکلم کنند، کاربری ایشان از اینترنت در زمینه فعالیت‌هایی چون بازرگانی، به علت نبود کارت اعتباری، احتمالاً محدود خواهد شد، چه برسد به این‌که بخواهند در محله‌های خود مایحتاج‌شان را به کمک اینترنت تهیه کنند.

## پیامدهای شکاف دیجیتالی

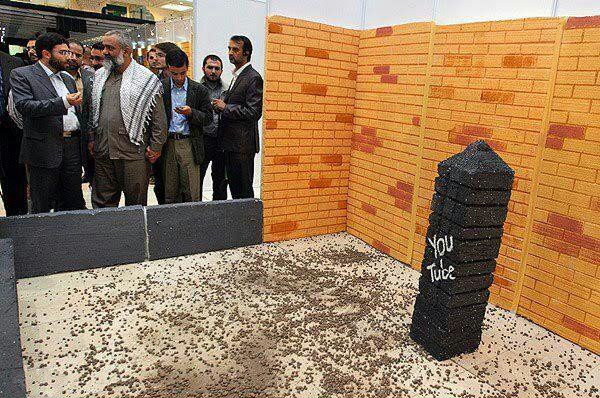
محمدرضا نقدی در غرفهٔ رمی جمرات یوتیوب

بروز شکاف دیجیتالی تأثیرات زیادی در تجارت الکترونیک، اقتصاد و آموزش خواهد داشت. حاصل این امر عقب‌افتادگی در علوم و فناوری کشورهای در حال توسعه خواهد بود. عمیق‌تر شدن این شکاف به معنای فاصله گرفتن اقتصادی، سیاسی، اجتماعی و فرهنگی کشورها که نتیجه آن تحمیل کالاها و تولیدات فرهنگی صاحبان تکنولوژی برای سست کردن باورها، سنت‌ها و فرهنگ‌های کشورهای در حال توسعه که پیامدش نوعی استثمار فرهنگی، بحران بی‌هویتی نسل جوان، یاس و افسردگی در سطح جوامع خواهد شد.
از دیگر پیامدهای شکاف دیجیتالی می‌توان به نابرابری درآمدی افراد در یک جامعه، نابرابری درآمدی کشورهای مختلف نسبت به یکدیگر و نابرابری درآمدی افراد در دنیای دیجیتال که همه آن‌ها با وجود و افزایش شکاف دیجیتالی نتایج قابل توجهی دارند، اشاره کرد.
نابرابری درآمدی افراد در یک جامعه
از دیدگاه اجتماعی هنگامی که بخش مهمی از مردم به تمام فناوری‌های مهم دسترسی ندارند، نابرابری‌های جدید اقتصادی و اجتماعی به وجود می‌آید. به همین ترتیب، در فناوری‌های جدید دو قطب متضاد وجود دارد که به وضوح بر بازار کار تأثیر می‌گذارد؛ افرادی که دسترسی کامل به فناوری دارند یکی از این قطب‌ها هستند و قطب دیگر کسانی هستند که نمی‌توانند به فناوری دسترسی داشته باشند چرا که این کار برای آن‌ها دشوار، گران یا غیرممکن است. این شکاف نه تنها در میان کشورهای مختلف وجود دارد بلکه داخل هر کشور نیز مشاهده می‌شود.
نابرابری درآمدی کشورها نسبت به یکدیگر
با بررسی نابرابری درآمدی حاصل از شکاف دیجیتالی در سطح کلان‌تر با چالش‌های بزرگتری نیز روبرو می‌شویم. شکاف دیجیتالی زمانی خود را بیشتر نشان می‌دهد که این مولفه را بین کشورهای مختلف و حتی نواحی مختلف دنیا بررسی کنیم یا به اصطلاح به «شکاف دیجیتالی جهانی» بپردازیم. اکنون برخی از مناطق دنیا مهد تکنولوژی هستند و برخی مناطق دیگر صرفاً به عنوان مصرف‌کننده تکنولوژی آن هم در سطح پایین شناخته می‌شوند. واضح است که کشورهای برتر در حوزه تکنولوژی با استفاده از این برتری می‌توانند به رشد اقتصادی بیشتری دست پیدا کنند، به‌خصوص که در دنیای کنونی درآمدهای حاصل از تکنولوژی جزو درآمدهای بزرگ کشورهایی از این دست محسوب می‌شود و در مقابل کشورهای ضعیف‌تر در تکنولوژی باید کماکان پایبند درآمدهای خود در حوزه دارایی‌های سنتی باشند.
نابرابری درآمد دیجیتالی
تاکنون همه آنچه درمورد درآمد گفته شد مربوط به درآمد معمولی افراد و البته تحت تأثیر تکنولوژی بود، اما در این بخش باید به شکل جدیدی از درآمد اشاره کنیم که خود آن یک نوع تکنولوژی نوین است، جنبه دیگری از نابرابری درآمدی که در بازار بزرگ ارزهای دیجیتالی و تکنولوژی بلاک‌چین مشاهده می‌شود. پدیدآورندگان ارزهای دیجیتال در کشورهای توسعه یافته قرار دارند، قدرت بازار ارزهای دیجیتالی در اختیار این افراد قرار دارد، استخراج این ارزها در کشورهای توسعه یافته از نظر دسترسی به تکنولوژی راحت‌تر است و حتی قوانین و آموزش در برخی جوامع برای ارزهای دیجیتال توسعه یافته‌تر است. همه این‌ها نوعی شکاف دیجیتالی به وجود می‌آورند که باعث ایجاد نابرابری درآمدی در حوزه ارزهای دیجیتال می‌شوند.

## راهکارهای برطرف کردن شکاف دیجیتالی
مهم‌ترین مسائل در پرکردن شکاف دیجیتالی توجه به سواد و بالا بردن سطح علمی افراد، توزیع صحیح دسترسی به اینترنت، ایجاد شرایطی برای دسترسی همهٔ مردم به تکنولوژی و فناوری، توضیح و تشریح ضرورت استفاده از تکنولوژی اینترنت در عرصهٔ تجارت، برنامه‌ریزی مناسب و مدون برای تجهیز مدارس به شبکه‌های اینترنتی و… است.
وسیع‌ترین پژوهش جهت سنجش شکاف دیجیتالی توسط شبکه اوربیکام یونسکو انجام شده‌است. این پژوهش از تعریف شکاف دیجیتالی گرفته تا دستاوردهای آموزشی و نیز استفاده از فناوری را مورد بررسی قرار داده‌است. مفهوم دولت اطلاعاتی در این پژوهش به مجموعه‌ای از شبکه‌های اطلاعاتی، آموزش و مهارت‌ها مورد استفاده قرار گرفته یا به منظوراستفاده منسجم و فشرده از فناوری‌های اطلاعات و ارتباطات در نظر گرفته شده‌است.
سام کارلسون اقتصاددان، مدیر و بنیان‌گذار مؤسسه ورلد لینکس در واشینگتن است. فعالیت‌های این مؤسسه در زمینهٔ از بین بردن شکاف دیجیتالی است. کارلسون با بازدید از مدارس منطقه واشینگتن دی‌سی در تابستان ۱۹۹۶ مشاهده کرد، تکنولوژی دگرگونی وسیعی در روش‌های یادگیری کودکان به وجود آورده‌است.
او بر اساس مشاهدات خود می‌گوید: «کاملاً روشن است که اگر بانک جهانی تمام فعالیت خود را بر آموزش‌های پایه‌ای ساکنین کشورهای فقیر و آفریقایی متمرکز سازد، ۲۵ سال طول خواهد کشید تا تمامی این افراد از دوره آموزش ابتدایی همگانی برخوردار شوند اما در صورت تحقق این امر نیز تمامی مشکلات آنان حل نخواهد شد». ورلد لینکس در سال ۱۹۹۹ با مشارکت شرکت‌ها و دیگر سازمان‌های غیرانتفاعی، کوشش‌های خود را برای ارتقا سطح آموزش کشورهای در حال توسعه شروع کرد. هدف اساسی این مؤسسه آموزش معلمان و دانش آموزان کشورهای در حال توسعه برای استفاده از تکنولوژی اطلاعات و ارتباطات به منظور ارتقا روش‌های آموزش و یادگیری است.

## نتیجه
اگر روزی دولت‌هایی که هنوز انقلاب اطلاعاتی را تجربه نکرده‌اند، بتوانند دراین مسیر گام بگذارند و با تحول دولت خود به دولت الکترونیک برسند؛ مطمئناً خواهند توانست حاشیه‌راندگی از نوع جدید را پشت سر گذاشته و دوباره به بطن جامعهٔ جهانی بازگردند، ولی تا این تحول به وقوع نپیوسته‌است، هنوز آن‌ها در کناره‌های خط اطلاعات، منتظر خواهند بود تا نوبت آن‌ها برسد. این حاشیه‌نشینی باعث می‌شود تا تعادل نیروهای بین‌المللی نیز بهم بخورد. مناسبات داخلی و بین‌المللی هم از این پس حول محور انقلاب اطلاعات در حال تحول است و تا دولتی خود را با این موج سریع همگام نکند، نخواهد توانست به معادلات قدرت در امور داخلی و بین‌المللی چنگ بیندازد.
آنچه مسلم است برای کاهش شکاف دیجیتالی و در حقیقیت حفظ سهم گسترش فناوری اطلاعات در سبد خانوارهای ایرانی، می‌بایست رسانه‌های ملی و غیردولتی کشور در جهت اطلاع‌رسانی مفاهیم و اصول این عصر به کاربران مختلف خود بکوشند.

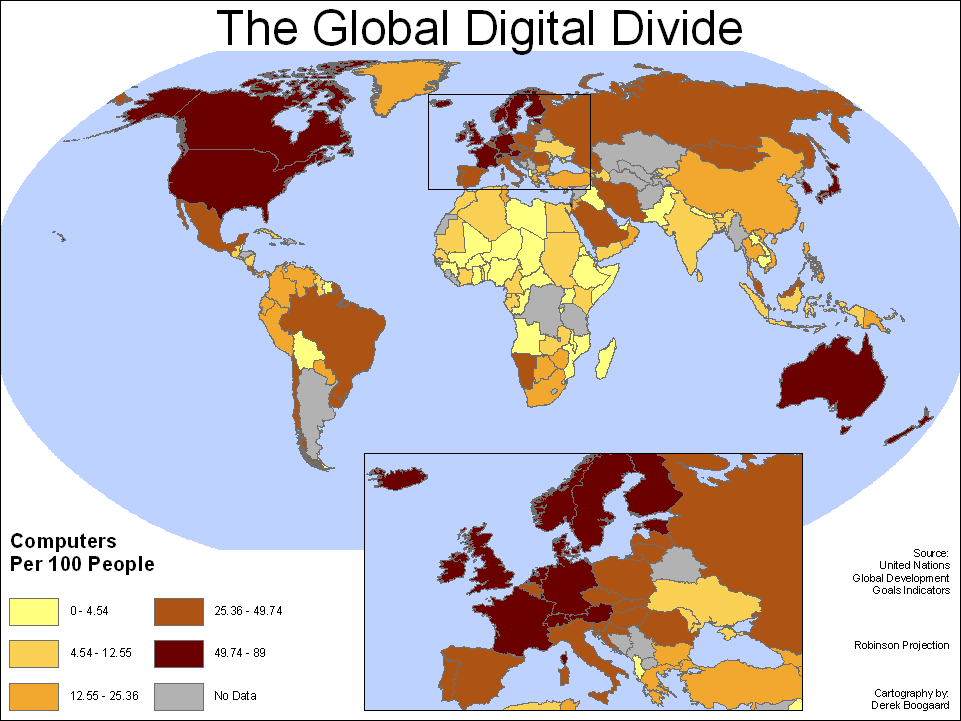
مقایسه وضعیت کشورهای دنیا
نمودار کاربران اینترنت بین ۱۹۹۷ و ۲۰۰۷
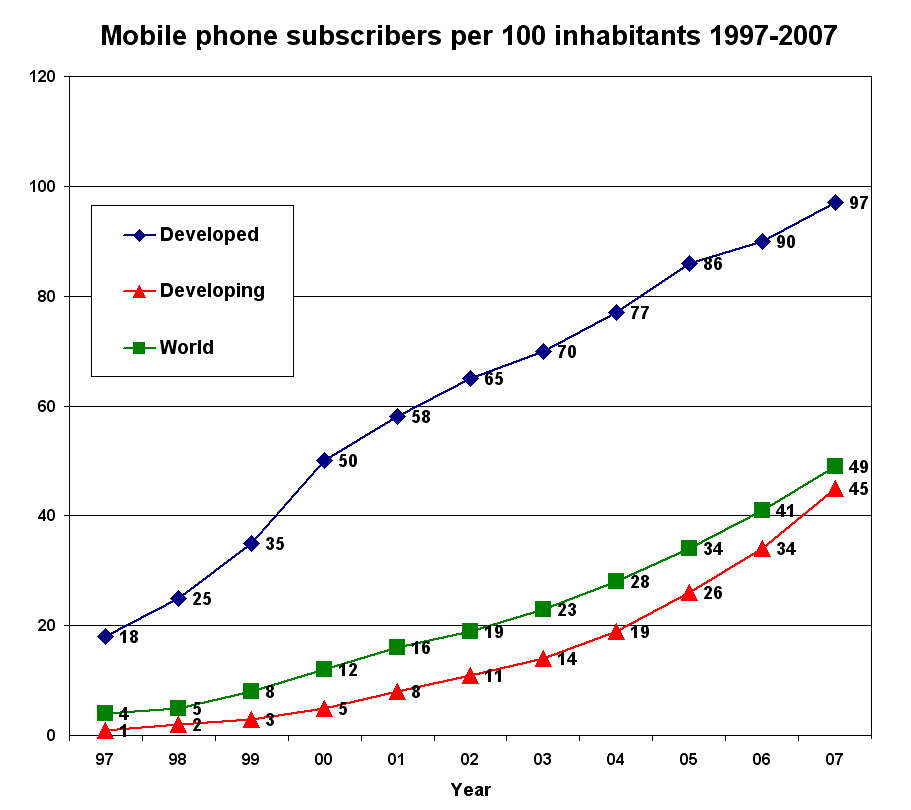
نمودار کاربران تلفن همراه در کشورهای توسعه یافته و در حال توسعه بین ۱۹۹۷ و ۲۰۰۷